# Garganta profunda (ato sexual)

Mulher praticando garganta profunda.

Garganta profunda ou, do inglês deep throat, é um dos estilos do sexo oral. Consiste na inserção da totalidade ou da maior parte do pênis no interior da boca da parceiro, até atingir a garganta.
A garganta profunda ganhou notoriedade após o filme de mesmo nome, Deep Throat. Desde então esse fetiche é usado com frequência nos filmes pornô, existindo inclusive filmes especializados no gênero, ou seja, o filme inteiro é dedicado ao sexo oral.
No garganta profunda, o homem tem uma atitude mais passiva e costuma ser praticado por mulheres que assumem um papel mais ativo na cama, resultado na liberação sexual da mulher. Mas, existe também um estilo mais agressivo de garganta profunda, onde o homem força todo o seu pênis na garganta de quem é penetrado, resultando assim em muita saliva, náuseas e até vômito. A prática pode ser perigosa, e aumentou a incidência de casos de gonorreia na faringe.